# Broteás
Broteás (řecky Βροτέας, latinsky Broteas) byl v řecké mytologii syn Tantala, krále v okolí hory Sipylos v dnešní západní Anatolii, pozdější Lýdii. Byl buď lovcem nebo skalním sochařem.

## Etymologie
Jméno Βροτέας pravděpodobně pochází ze slova βροτός (brotós), které znamená „smrtelný“ nebo „člověk“. Přípona -έας je běžná u mužských jmen ve starověké řečtině, takže jméno Broteás může znamenat „ten, kdo patří ke smrtelníkům“ nebo jednoduše „Smrtelník“. Slovo βρότος označuje i "krev vytékající z rány". Tento význam se objevuje například u Homéra v jiném kontextu. V mnoha verších jeho Íliady (např. 4.140) je uvedeno, že „z ran prýštila černá krev“ (μέλανα βρότον ἐξ ὠτειλέων), což je poetický způsob popisu krve raněných v tomto eposu. Tento výraz bývá interpretován jako archaičtější nebo poetický. V tomto světle by jméno Broteás mohlo symbolicky odkazovat nejen k lidské smrtelnosti, ale přímo ke zranění, utrpení či násilné smrti – což by tematicky odpovídalo jeho tragickému osudu.

## Mytologie

### Rodina
Všechny prameny se shodují, že Broteovým otcem byl Tantalos. Ten byl za své zločiny potrestán věčnými mukami v Hádu. O Broteově vztahu k otci nebo zbytku rodiny není nic známo. Víme jen, že měl dva sourozence, oba se dobře provdali a stali se slavnými postavami mytologie. Sestra Niobé se provdala za thébského Amfióna a z pýchy na počet svých dětí si vypěstovala hybris, za nějž byla potrestána jejich smrtí. Pelops odplul na poloostrov dříve známý jako Apia nebo Pelasgiotis. Zde si získal dceru krále éliské Pisy Oinomaa Hippodameiu, převzal vládu nad Élidou a dobyl velkou část poloostrova, který pojmenoval sám po sobě Peloponés. Založil mocnou dynastii, jejíž potomci byli stíháni Tantalovým prokletím, až do vymření linie.
Kdo byla Broteova matka, je nejisté, ale mohla jí být jedna z žen Tantala, jejichž možná jména známe: Euryanassa, Dióna, nebo Klytia. Jediným pramenem, který výslovně uvádí jednu z nich – Euryanassu – jako matku všech tří dětí včetně Brotea jsou helenistická scholia k Eurípidově Orestovi. 
Podle Pausania mohl mít Broteás syna, kterého po svém otci pojmenoval Tantalos. Avšak Pausaniás nám ve stejné větě své Cesty po Řecku říká, že tento Tantalos mohl být i synem Thyesta, Broteova synovce. 

### Broteás jako lovec
Ví se o něm jen velmi málo. Apollodóros se o Broteovi ve své Bibliothece zmiňuje jen krátce ke konci svého výkladu o Tantalovi .
Originál: "ὅτι Βροτέας κυνηγὸς ὢν τὴν Ἄρτεμιν οὐκ ἐτίμα: ἔλεγε δέ, ὡς οὐδ᾽ ἂν ὑπὸ πυρός τι πάθοι: ἐμμανὴς οὖν γενόμενος ἔβαλεν εἰς πῦρ ἑαυτόν." 
Překlad: "Broteás, který byl lovec, neuctíval Artemis, tvrdil, že by netrpěl, ani kdyby ho spálil oheň. Zešílel tedy a vrhl se do ohně." 

### Broteás jako sochař
Pausaniás se zmiňuje, že Magnésijci žijící severně od Sipylu mají ve skále zvané Coddinus vytesanou starobylou sochu Bohyně Matky a tvrdí o ní, že je dílem Brotea, syna Tantala. Nejspíš se jedná o dílo dnes známé jako Maniský reliéf nebo také Socha bohyně Kybelé u Manisy. Ve 20. století bylo podrobně zkoumáno. Pochází pravděpodobně ze 14. století a nese na sobě luwijské nápisy.